# Banditi senza mitra
Banditi senza mitra (Loan Shark) è un film del 1952 diretto da Seymour Friedman.